# Infected
Infected — второй альбом немецкой группы Disbelief, вышел в июне 1998-го года. Был записан в январе — марте на студии Stage One Studio с продюсером Энди Классеном и издан на его же лейбле GSM — Grind Sydicate Media. Официальный релиз альбома состоялся 26 июня 1998 года.
Позже был переиздан в формате Double-CD вместе с дебютником Disbelief немецким лейблом Nuclear Blast и вышел 14 марта 2005 года.

## Список композиций
1. «Infected» — 05:45
2. «Mindstrip» — 05:04
3. «First» — 04:48
4. «Fetish '97» — 03:41
5. «Again» — 04:08
6. «Down» — 04:54
7. «Pounding» — 03:48
8. «Without A Kiss» — 05:14
9. «Now» — 07:27

## Участники записи
- Карстен Ягер — вокал
- Оливер Ленц — гитара
- Томми Фритш — лид-гитара
- Йохен Транк — бас
- Кай Бергерин — ударные

## Рейтинги
- «ROCK HARD» — 8.5/10 points
- «HEAVY ODER WAS?» — 11/12 points